# Brakwatermossel
De brakwatermossel (Mytilopsis leucophaeata) is een tweekleppigensoort uit de familie van de Dreissenidae. De wetenschappelijke naam van de soort werd in 1831 voor het eerst geldig gepubliceerd door Conrad. De brakwatermossel is nauw verwant met de zoetwaterexoot Dreissena polymorpha, bij ons bekend onder de naam driehoeksmossel.

## Verspreiding
De brakwatermossel is inheems aan de oostkust van Noord-Amerika, van de Chesapeake Bay tot Veracruz in Mexico. Het is geïntroduceerd in het noordoosten van de Verenigde Staten. Via ballastwater verspreidde deze soort zich naar havens en estuaria in heel Europa, waaronder de Oostzee, de Noordzee, de Atlantische Oceaan en de Middellandse Zee, evenals de Zwarte Zee en de Kaspische Zee. Deze soort kan een zoutgehalte van 30 PSU en hoger verdragen, maar wordt meestal aangetroffen in brakke omgevingen, vaak in oligohalien water (0,5-5 PSU). Deze mosselsoort kan worden gevonden groeiend op harde oppervlakken zoals boomstammen, stenen, schelpen en kunstmatige structuren. Er zijn geen ecologische effecten gemeld voor deze soort, maar het heeft aanzienlijke economische problemen veroorzaakt door vervuiling van industriële watersystemen in België, Nederland en Spanje.